# Flávio Giovenale
Flávio Giovenale, S.D.B. (Murello, 5 de junho de 1954) é um bispo católico italiano, da ordem dos salesianos, bispo da Diocese de Cruzeiro do Sul, estado do Acre.

## Biografia
Fez seus estudos de Filosofia no Instituto Salesiano de Filosofia e Pedagogia em Lorena, São Paulo entre 1975 e 1976. Cursou Teologia no Instituto Teológico Pio XI, em São Paulo, entre 1978 e 1981. Pós-graduou-se na Universitá Pontificia Salesiana (Fac. Spiritualitá) de Roma (1984-1985).
Professou votos religiosos em 8 de setembro de 1971. Ordenou-se em 20 de dezembro de 1981 em Murello (Itália). Foi ordenado bispo em 8 de dezembro de 1997.

## Atividades antes do episcopado
Trabalhou na Pastoral Vocacional no Pará entre 1982 e 1983. Foi Reitor do Seminário Menor em Manaus de 1986 a 1989. Foi Reitor do Seminário Maior em Manaus de 1990 a 1991. Foi Ecônomo da Província de 1992 a 1997. Também foi Procurador Missionário para o Brasil de 1994 a 1997.

## Episcopado
Foi ordenado bispo em 8 de dezembro de 1997 por D. Luiz Soares Vieira na função de bispo em Abaetetuba.
Lema: "Que todos se sintam amados por Deus".

### Atividades durante o episcopado
Foi secretário (1999-2003), vice-presidente (2003-2004) e presidente (2004-2007) do Regional Norte 2 da CNBB.
Durante o seu bispado vem criando iniciativas de promoção humana e educativa diante de uma sociedade marcada pelo narcotráfico. Vem criando centros de formação profissional, centros juvenis e instalações sociais. Participou ativamente na criação do Conselho Tutelar de Abaetetuba.
Sua atuação pautada na defesa dos direitos humanos vem provocando conflitos que lhe renderam ameaças de morte. Em 2007 denunciou a prisão de uma adolescente de 15 anos em uma carceragem para adultos, em uma cela juntamente com outros presos. A denúncia expôs a fragilidade da justiça local.
Em 15 de novembro de 2011 foi eleito presidente da Caritas brasileira.

## Sucessão
Dom Flávio foi o terceiro bispo de Abaetetuba, sucedendo a Dom Angelo Frosi, SX, em 1997.
No dia 19 de setembro de 2012 o Papa Bento XVI o transferiu da Diocese de Abaetetuba, nomeando-o bispo da Diocese de Santarém.
No dia 19 de setembro de 2018, o Papa Francisco o nomeou para a Diocese de Cruzeiro do Sul no estado do Acre.